# Sparresholm
Sparresholm er et gods i Toksværd Sogn i Næstved Kommune (tidligere Præstø Amt) på Sjælland.
Hovedbygningen er i renæssancestil i røde tegl og opført af mundskænk, hofmarskal Jens Sparre i 1609. To avlsbygninger er opført 1927 efter en brand.
Hovedbygningen er bygget på ruinerne af den middelalderlige Padeborg, der antages bygget omkring år 1200, men ødelagt i 1345. 
Natten mellem den 19. og 20. juni 2013 blev et stillads tæt på hovedbygningen ramt af et lynnedslag, der antændte en brand, som totalt raserede den historiske bygning. Grundet trækonstruktioner og hulrum, kunne ilden nemt brede sig rundt i bygningen. Ingen personer eller dyr kom til skade under den kraftige brandudvikling, men det var ikke muligt at redde noget af det historiske eller personlige indbo. Kun ydermurene stod tilbage efter branden.
Det er forventningen at skaderne vil blive dækket af forsikringsselskabet Tryg, og at Kulturstyrelsen vil lade bygningen genopføre. Efter mange års renovering og komplikationer er renoveringen gået i stå.
Sparresholm Gods er på 555 hektar

## Ejere af Sparresholm
- 1334 – 1355 Ove Pedersen Geres
- 1355 – 1416 Ove Pedersen Geres 4 sønner: Niels, Eggert, Jacob og Henrik Ovesen
- 1416 – 1528 Roskilde Bispestol
- 1528 – 1536 Forlenet til Claus Daa
- 1536 – 1575 Ejet af kongen, forlenet til Claus Daa
- 1576 – 1606 Forlenet til Oluf Daa
- 1606 – 1607 Ryttergods, Vordingborg Len
- 1607 – 1632 Jens Sparre
- 1632 – 1658 Sønnen Christian Sparre
- 1658 – 1662 Søsterdatteren Sidsel Kaas til Lystrup
- 1662 – 1671 Krigskommisær Søren Lauridsen
- 1671 – 1689 Broderen Jens Lauridsen til Nysø
- 1689 – 1720 Sønnen Laurids Lauridsen
- 1720 – 1743 Ridefoged Anders Christensen (senere Lauridsen)
- 1743 – 1767 Sønnen Laurids Lauridsen
- 1767 – 1771 Kaptajn[flertydigt link ønskes præciseret] Jacob Hansen
- 1771 – 1771 Inspektør Andreas From
- 1771 – 1772 Justitsråd Just. Henrik Voltelen
- 1772 – 1776 Oberst, Kammerherre Christian Frederik Holstein
- 1776 – 1778 Gehejmeråd Gregers Juel
- 1778 – 1781 Kaptajn Mauritz Friedenreich
- 1781 – 1789 Kammerherre, generaladjudant Thomas Beringskiold (Wedelsparre)
- 1789 – 1799 Konferensråd Johan Friedrich Heinrich
- 1799 – 1804 Baron Charles August Selby til Bækkeskov
- 1804 – 1805 Forvalter C. Grandjean (senere Vennerslund)
- 1805 – 1807 Exam. jur. Frederik Seidelin
- 1807 – 1815 Niels de Bang
- 1815 – 1845 Enken Cath. Amalie Henriette f. Callisen
- 1845 – 1872 Sønnen O. Hjalmar Niels de Bang
- 1872 – 1926 Oluf de Bang
- 1926 – 1957 Enken Dagmar de Bang f. Wolff-Sneedorff
- 1957 – 1969 Kammerherre Georg Garth-Grüner til Lille Svenstrup og Preben Garth-Grüner
- 1969 – 1996 Hofjægermester Preben Garth-Grüner
- 1996 – 2004 Sparresholm I/S: Hofjægermester Preben Garth-Grüner og Thomas Garth-Grüner
- 2004 – Thomas Garth-Grüner

## Motorvej Næstved - Rønnede
Vejdirektoratet er i gang med at planlægge en motorvej (Næstvedmotorvejen) (Primærrute 54) mellem Næstved og Rønnede. Tidligere blev der foreslået en linjeføring E der gik tæt forbi Sparresholm og igennem den sydlige udkant af Denderup Vænge. Men efter linjeføring A blev valgt kommer motorvejen til at gå igennem den sydlige del af Hesede Skov der ligger nord for Sparresholm